# Монтгомери (округ, Миссисипи)
Округ Монтгомери (англ. Montgomery County) — округ штата Миссисипи, США. Население округа на 2000 год составляло 12189 человек. Административный центр округа — город Уинона.

## История
Округ Монтгомери основан в 1871 году.

## География
Округ занимает площадь 1054.1 км2.

## Демография
Согласно переписи населения 2000 года, в округе Монтгомери проживало 12189 человек (данные Бюро переписи населения США). Плотность населения составляла 11.6 человек на квадратный километр.